# 阿爾滕薩林區
52°59′24″N 64°32′24″E / 52.99000°N 64.54000°E

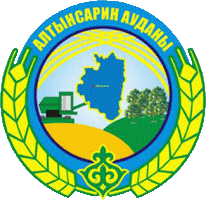

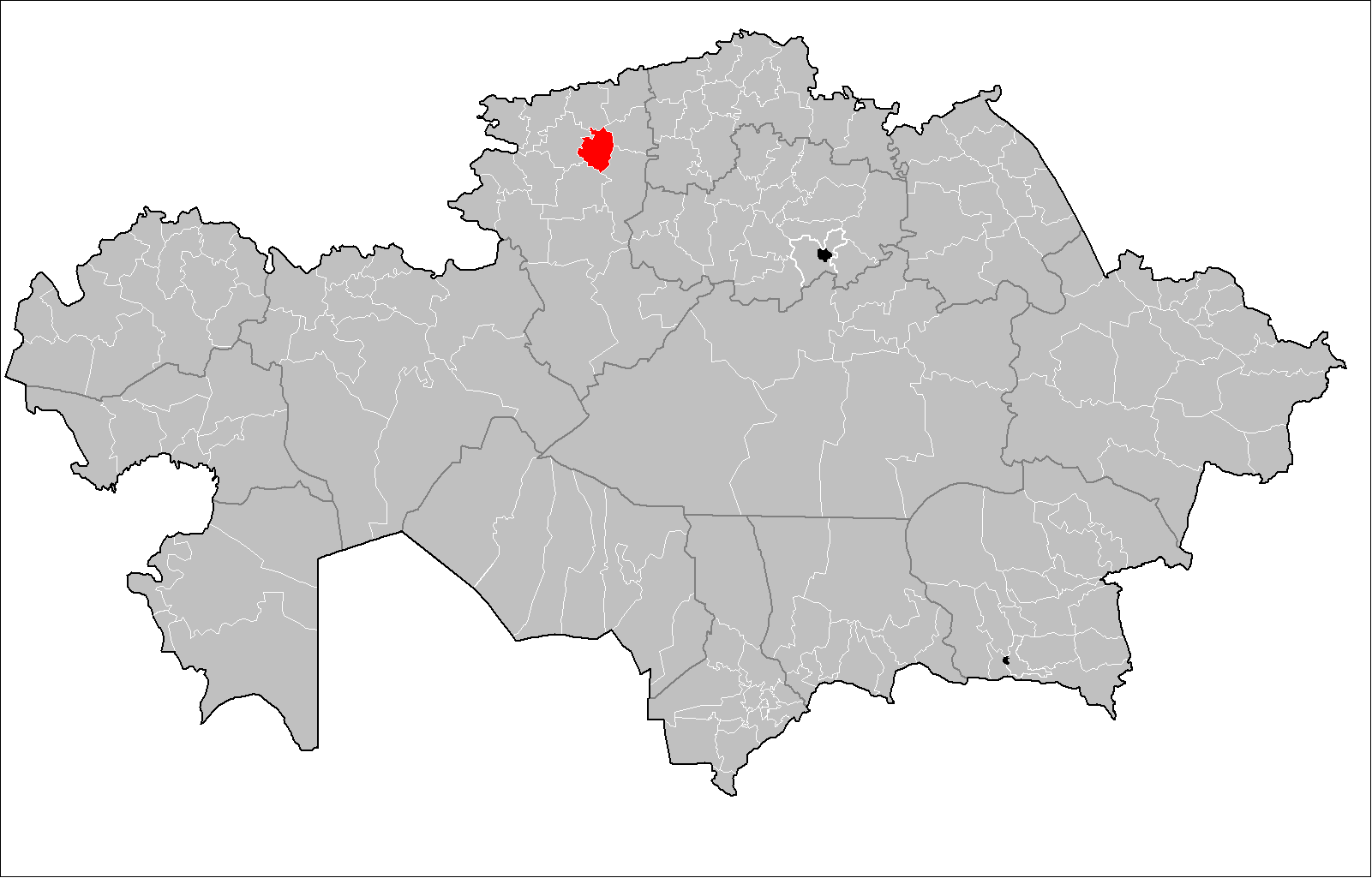

阿爾滕薩林區是哈薩克斯坦的行政區，位於該國北部，由庫斯塔奈州負責管轄，首府設於奧巴甘，始建於1985年，面積6,400平方公里，2016年人口14,659。